# Mušlovský horní rybník

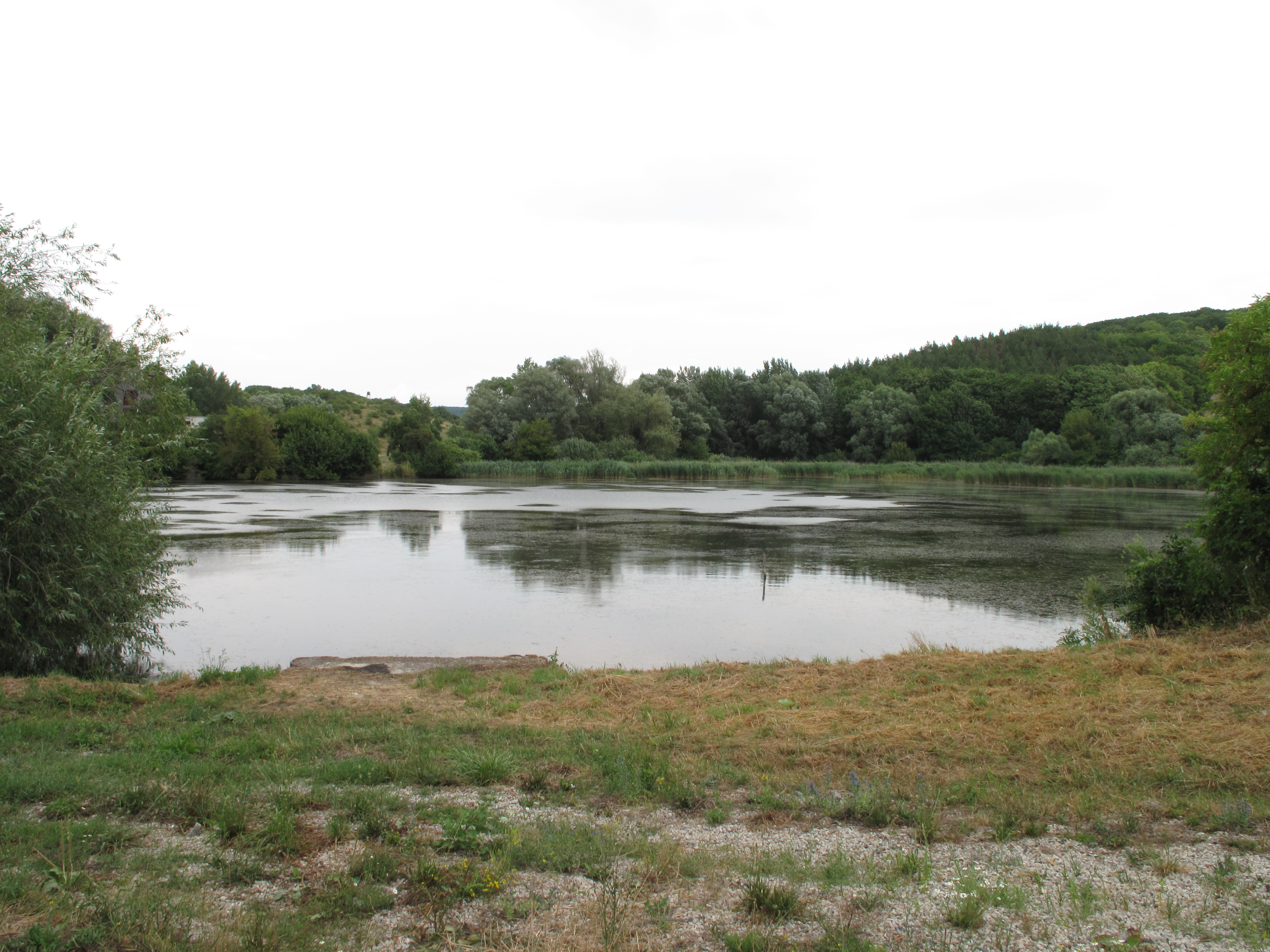
Rybník

Mušlovský dolní rybník se nachází východně od Mikulova, asi 1235 m metrů severně od osady Mušlov, podle které je pojmenován. Má kruhový tvar průměru 180 m. Leží na Mušlovském potoce, který ho plní ze severu a pod hrází pokračuje do Mušlovského dolního rybníka. Je to chovný rybník, v jehož blízkosti se nachází ovčí farma a přírodní památka Kienberg.

## Galerie

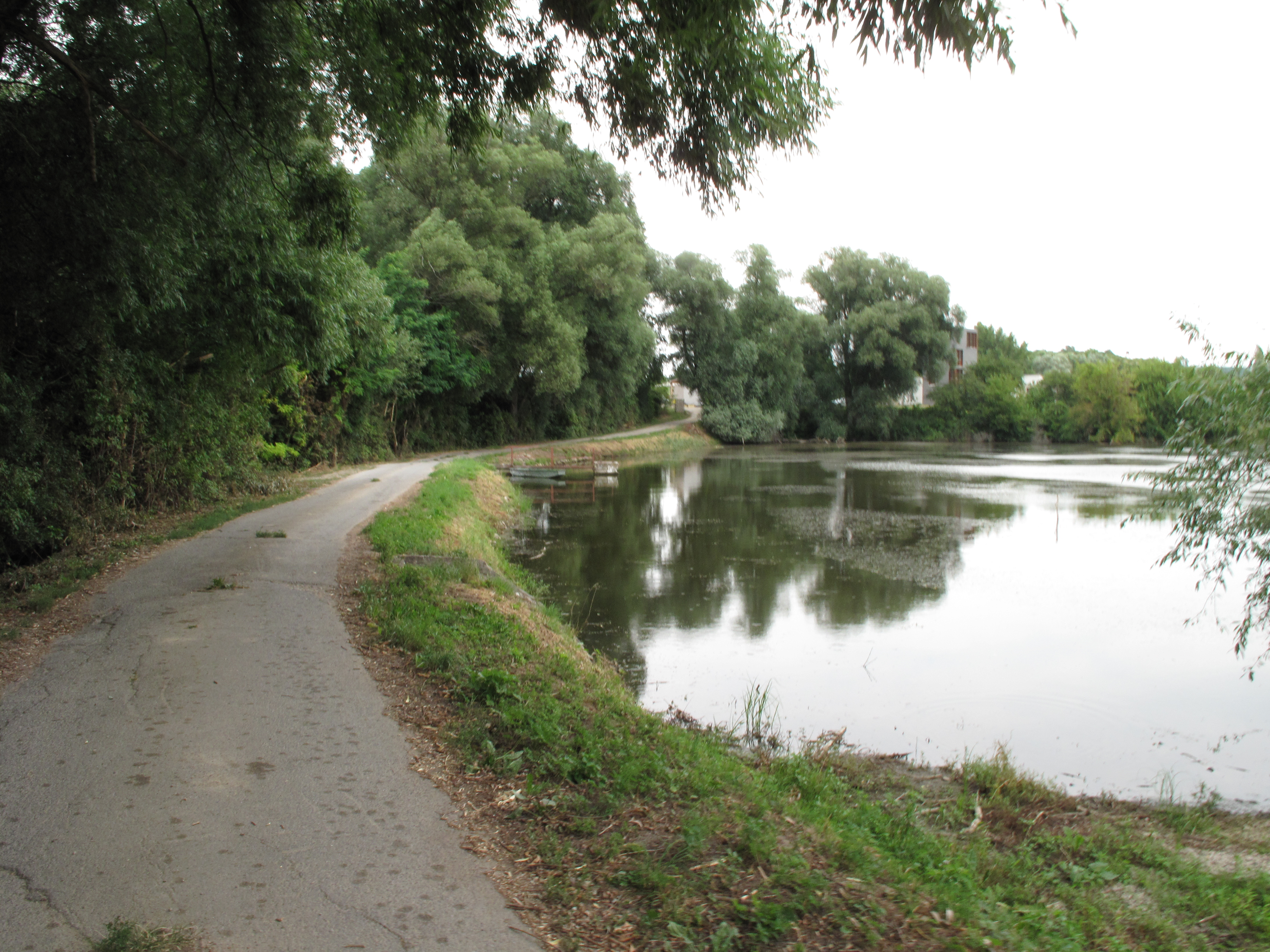
Cesta
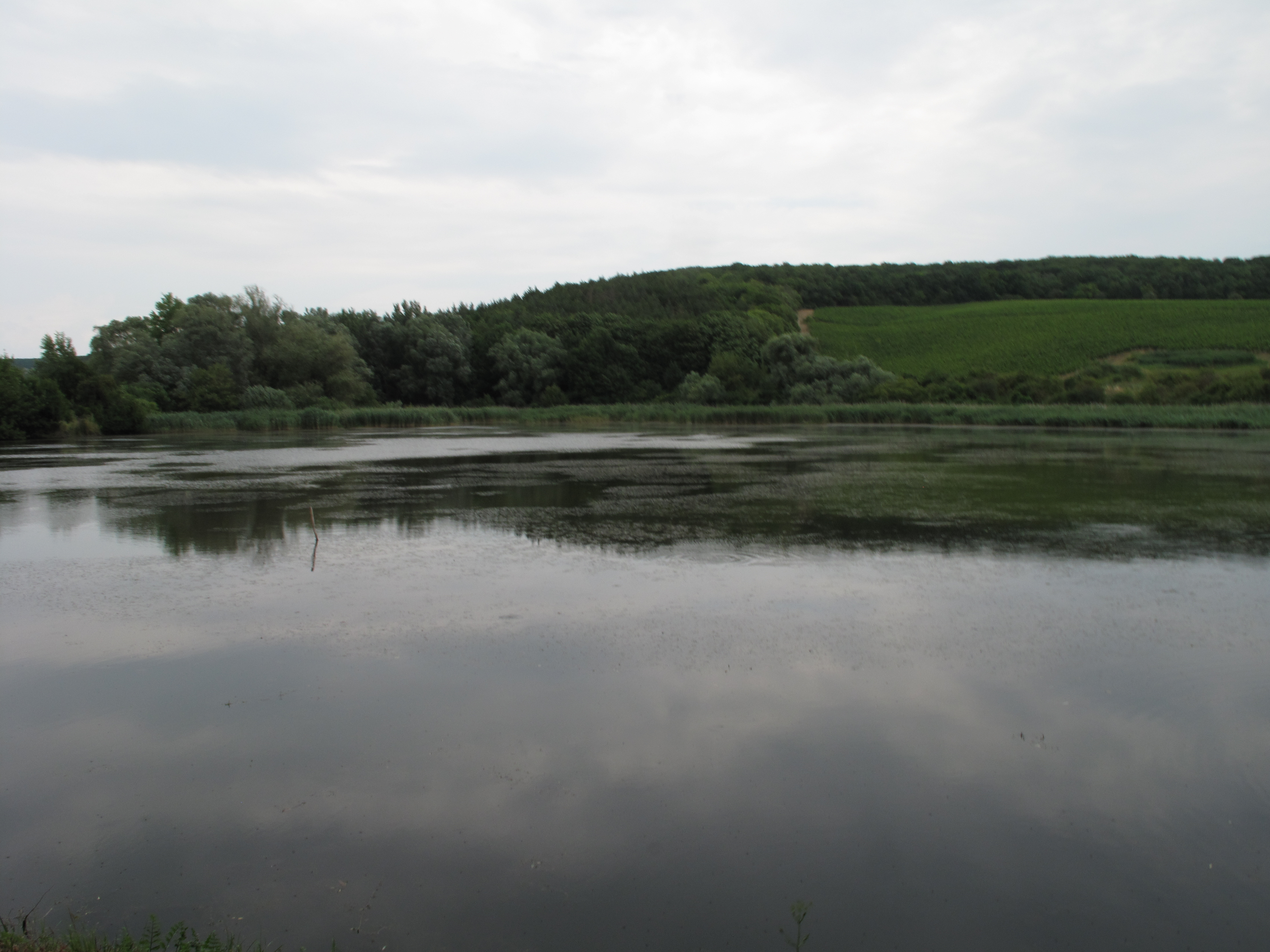
Porost na přítoku